# Diocesi di Tiddi
La diocesi di Tiddi (in latino Dioecesis Tidditana) è una sede soppressa e sede titolare della Chiesa cattolica.

## Storia
Tiddis, identificabile con El-Kheneg nei pressi di Cirta nell'odierna Algeria, è un'antica sede episcopale della provincia romana di Numidia.
Dei quattro vescovi attribuiti da Morcelli a questa sede, secondo Mesnage e Jaubert solo Abbondio (Abundius) apparterrebbe in realtà a Tiddi, mentre gli altri sarebbero vescovi di Tisedi (episcopi Tiseditani). Il nome di Abbondio si trova al 24º posto nella lista dei vescovi della Numidia convocati a Cartagine dal re vandalo Unerico nel 484; Abbondio era già deceduto all'epoca della redazione di questa lista.
Gli scavi archeologici hanno permesso di stabilire l'esistenza di due basiliche cristiane con altrettanti battisteri.
Dal 1925 Tiddi è annoverata tra le sedi vescovili titolari della Chiesa cattolica; dal 14 settembre 1985 l'arcivescovo, titolo personale, titolare è Eugenio Sbarbaro, già nunzio apostolico in Serbia.

## Cronotassi

### Vescovi residenti
- Abbondio † (prima del 484)

### Vescovi titolari
- Mečislovas Reinys † (5 aprile 1926 - 18 luglio 1940 nominato arcivescovo titolare di Cipsela)
- Joseph Brendan Whelan, C.S.Sp. † (12 febbraio 1948 - 18 aprile 1950 nominato vescovo di Owerri)
- Cesar Francesco Benedetti, O.F.M. † (8 febbraio 1951 - 4 aprile 1983 deceduto)
- Eugenio Sbarbaro, dal 14 settembre 1985